# Johann Georg Beck
Johann Georg Beck (* 24. April 1676 in Augsburg; † 7. August 1722 in Braunschweig) war ein deutscher Kupferstecher.

## Leben und Werk
Beck stammte aus Augsburg, zog jedoch um 1700 nach Ulm, um sich vor den Unwägbarkeiten des Spanischen Erbfolgekrieges, der auch seine Geburtsstadt bedrohte, in Sicherheit zu bringen. In Ulm ehelichte er 1703 Anna Elisabeth Merck, verwitwete Hohleise und floh mit ihr im selben Jahr nach Leipzig. Dort blieben sie bis September 1706, als schwedische Truppen die Stadt bedrohten. Man floh erneut, diesmal nach Braunschweig. Im Oktober 1706 bezog Beck mit seiner Frau ein Haus im Braunschweiger Weichbild Sack, Höhe 7, eröffnete dort eine Kupferstich-Werkstatt und bot seine Dienste Herzog Anton Ulrich von Braunschweig-Wolfenbüttel an. Wahrscheinlich wurde Beck um 1711 zum Hofkupferstecher ernannt. Januar 1712 verstarb seine erste Frau und er heiratete im selben Jahr die Braunschweigerin Anna Elisabeth Füllekrug. 1713 wurde Sohn Anton August geboren, der das väterliche Unternehmen bis zu seinem Tode 1787 fortführen sollte.
Becks Geschäft florierte aufgrund herzoglicher Aufträge sowie Arbeiten für den seit 1710 erschienenen Braunschweiger Kalender. Darüber hinaus fertigte er Stiche von Braunschweig, Wolfenbüttel, Schloss Salzdahlum, Hildesheim etc. an, die auch als Einzelblätter erhältlich waren. Zu seiner Kundschaft gehörten sowohl wohlhabendes Bürgertum als auch Klerus. Von besonderer Qualität waren seine Portrait-Stiche, u. a. von Herzog August Wilhelm und dessen Gemahlin Elisabeth Sophie Marie, Herzogin Amalie und Prinzessin Charlotte Christine Sophie.
Nach seinem Tode 1722 heiratete seine Witwe 1725 ein zweites Mal; wiederum einen aus Augsburg stammenden Kupferstecher, Johann Georg Schmidt. Dieser führte die Becksche Werkstatt fort, bildete den Sohn Anton August aus und übergab diesem 1767 das Geschäft.
Ein Großteil der Werke von Vater und Sohn Beck befindet sich heute im Städtischen Museum sowie im Stadtarchiv Braunschweig.

### Werkauswahl

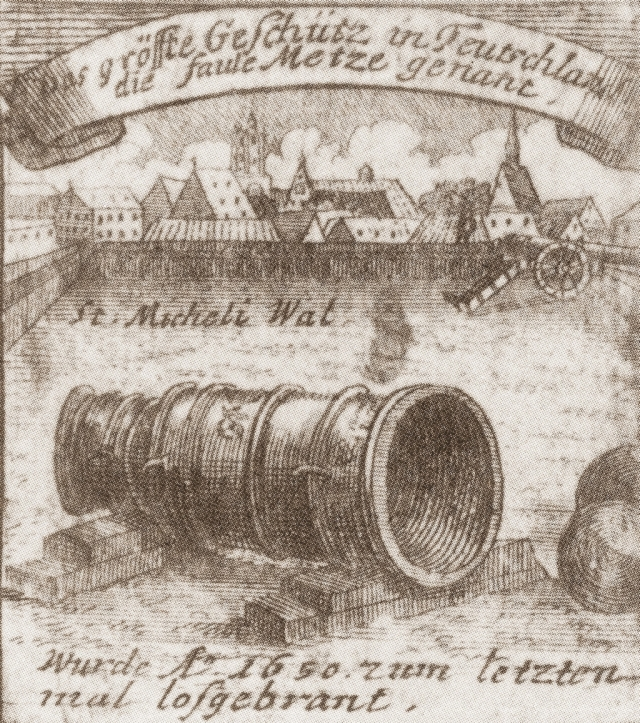
Faule Mette
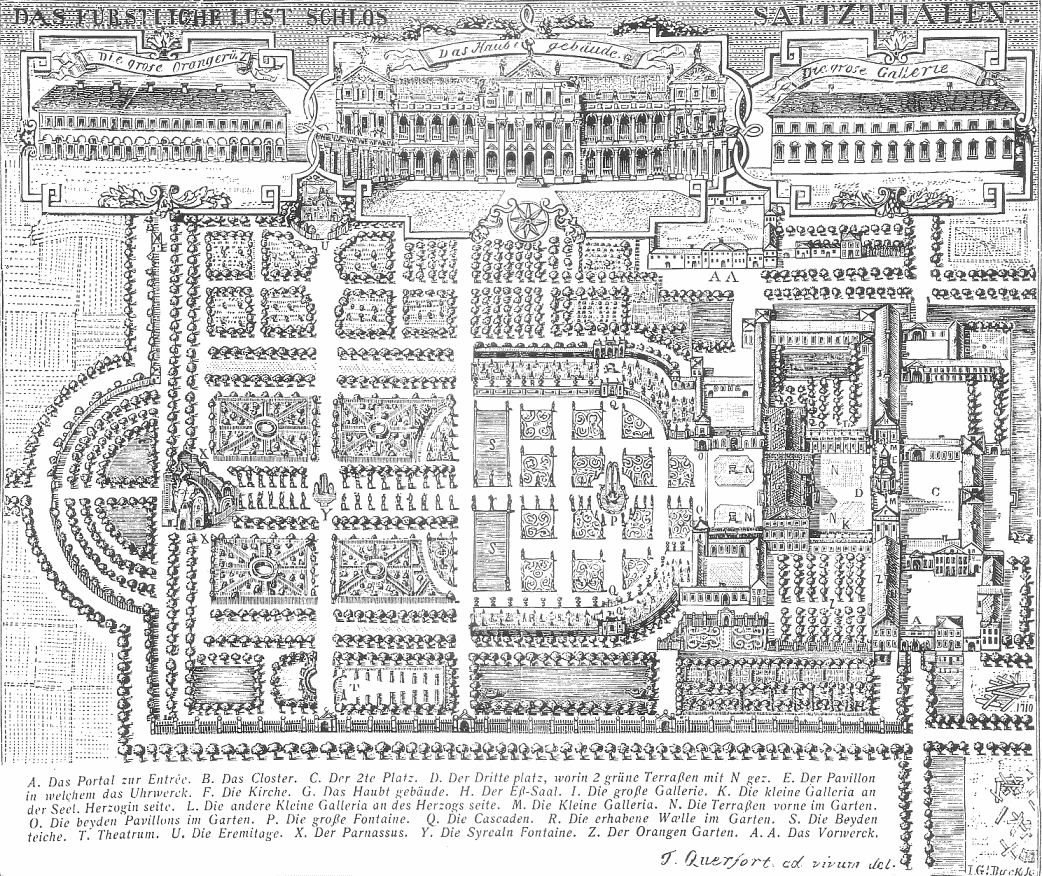
Grundriss von Park und Schloss Salzdahlum, um 1710